# Kurhaus (Merano)

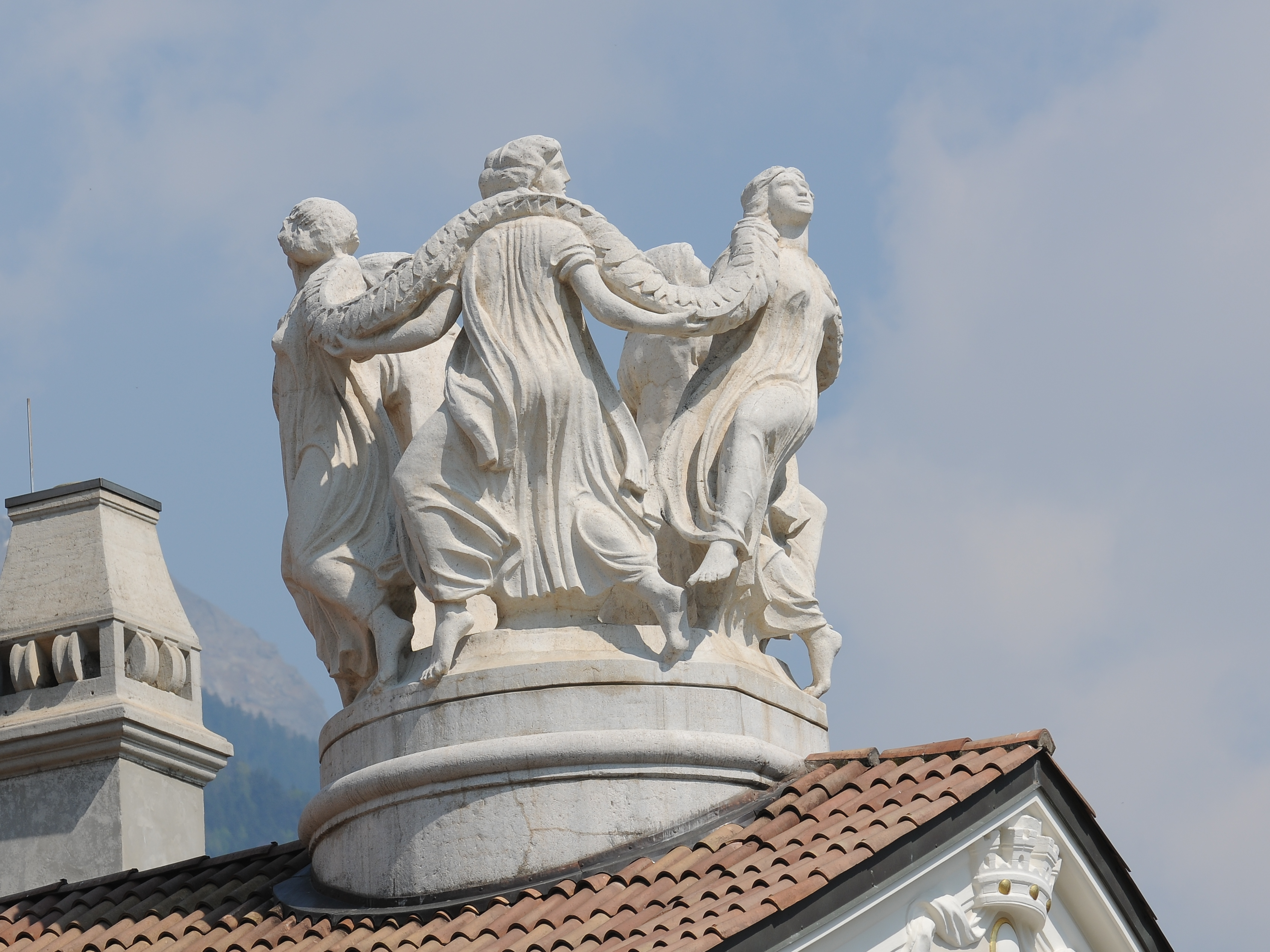
Estàtues al Kurhaus

El Kurhaus de Merano, (Tirol del Sud) és un edifici famós a la ciutat i un símbol d'aquesta.
L'estructura ornamentada va ser construïda en una època en què Merano esdevingué un balneari popular a causa de les visites freqüents de l'Emperadriu Elisabet d'Àustria i l'aristocràcia. L'estructura original de l'edifici, el qual és avui l'ala de l'oest, va ser construït el 1874 mentre que l'ala més nova va ser afegida els anys 1912 i 1914 per l'arquitecte d'estil Jugendstil vienès Friedrich Ohmann. Com a característiques exteriors té un pòrtic gran amb columnes i és decorat amb estàtues alegòriques. La rotonda és visible des de la llunyania.
L'interior és decorat amb pintures de Rudolf Jettmar, Orazio Gaigher i Alexander Rothaug i té diverses sales de conferències i cambres d'exposicions que són utilitzades per esdeveniments i concerts. El gran Kursaal és la sala més espectacular de l'edifici. L'àrea de balneari té diverses cambres recreatives, salons, sales de lectura i originalment també un lounge per a fumadors.
Al Kursaal també s'hi organitzaven esdeveniments de joc, de banda d'una societat de cavallers, i de manera oficial després de la Segona Guerra Mundial.